# Universidade Nacional de Assunção
A Universidade Nacional de Assunção é uma instituição de ensino superior paraguaia, com campi em Assunção, Luque e San Lorenzo. É a mais antiga do país, fundada em 1889. Seu lema é "Vitam impendere vero", do latim, "Consagrar a vida na busca da verdade". Em 2006, havia 36 mil discentes e 4.500 docentes. Possui a única licenciatura em língua guarani do mundo.
A Universidade foi criada por José Segundo Decoud, com as faculdades de Direito e Ciências Sociais, Medicina e Matemática. O decreto de criação foi assinado pelo presidente Patricio Escobar e seu primeiro reitor foi Ramón Zubizarreta. 

## Faculdades
- Faculdade de Ciências Químicas
- Faculdade de Ciências Médicas
- Faculdade de Odontologia
- Faculdade de Engenharia
- Faculdade de Direito e Ciências Sociais
- Faculdade de Ciências Econômicas
- Faculdade de Filosofia
- Faculdade de Ciências Agrárias
- Faculdade de Ciências Veterinárias
- Faculdade Politécnica
- Faculdade de Arquitetura
- Faculdade de Ciências Exatas e Naturais

## Ligação externa
- Página da Universidade